# فیل (موسیقی)

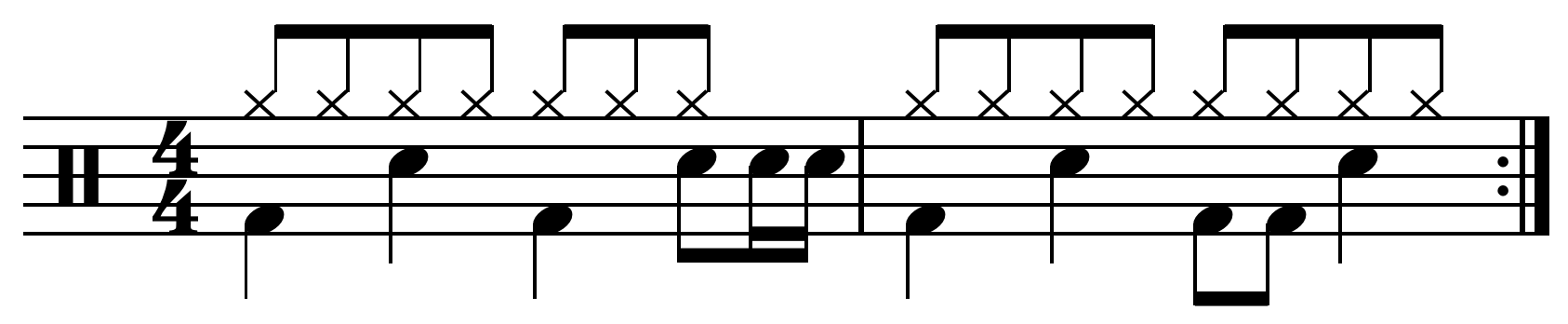
نت شانزدهم، یک شیار راک/پاپ نواخته‌شده روی درام را پر می‌کند..

در موسیقی عامه پسند، فیل به یک پاساژ کوتاه یا صوت ریتمیک گفته می‌شود که در وقفه‌های موجود میان جملات یک ملودی، موجب حفظ پایستگی شنیداری مخاطب می‌گردد. «دو اصطلاح ریف و فیل اغلب به اشتباه توسط موسیقی‌دانان به جای یکدیگر مورد استفاده قرار می‌گیرد. اصطلاح ریف معمولاً به جمله‌ای مشخص گفته می‌شود که یک آهنگ تکرار می‌گردد»، اما فیل در اصل یک عبارت بداهه است که در قسمتی از آهنگ که اتفاق خاصی در حال وقوع نیست نواخته می‌شود.
در نوازندگی درام، فیل به عنوان «وقفه‌ای در جریان ریتمیک آهنگ، یک عبارت پرکننده، و نشانه‌ای از پایان یک قسمت از آهنگ» تعریف می‌گردد. یک فیل می‌تواند توسط ساز متنوعی مانند گیتار الکتریک، گیتار بیس، ارگ، درام یا حتی سازهای زهی و بادی اجرا گردد. در سبک‌های چون بلوز و سوئینگ یک پاساژ فیل حتی می‌تواند توسط وکالیست‌ها خوانده شود. در سبک هیپ‌هاپ، فیل می‌تواند حاصل حرکت ریتمیک "اسکرچینگ" توسط دی‌جی باشد.
«فیل‌ها اغلب از لحاظ سبک اجرا، طول زمانی و دینامیک صوتی با یکدیگر متفاوتند… با اینحال اکثر فیل‌ها در ساختار ساده هستند و از نظر زمانی کوتاه.» هرکدام از سبک‌های موسیقی مانند فانک، راک یا متال دارای ویژگی‌های منحصر به فردی در چنین پاساژهایی هستند. «با اینکه فیل یک وقفهٔ کوتاه در جریان ریتمیک موسیقی است، تندای یک اثر به خاطر آن دچار تغییر نمی‌شود، و در بیشتر موارد الگوی زمانی موسیقی بلافاصله پس از اتمام فیل ادامه می‌یابد… نکتهٔ مهمی که در این میان باید به آن توجه داشت، این است که جریان موسیقی نباید قربانی فوت و فن نوازنده در فیل شود.»